# Моят научен проект
„Моят научен проект“ (на английски: My Science Project) е американска тийн научнофантастична комедия от 1985 г. на режисьора Джонатан Р. Бетуел. Последван е на колела от другите тийнейджърски научнофантастични комедии, които са пуснати в същата година, като „Завръщане в бъдещето“, „Истински гений“ и „Нечиста наука“.